# Vehmassaari (ö i Kajanaland, Kehys-Kainuu, lat 64,42, long 29,78)
Vehmassaari är en ö i Finland. Den ligger i sjön Lentiira och i kommunen Kuhmo i den ekonomiska regionen  Kehys-Kainuu  och landskapet Kajanaland, i den centrala delen av landet, 500 km nordost om huvudstaden Helsingfors. Öns area är 1,3 hektar och dess största längd är 230 meter i sydöst-nordvästlig riktning.